# Saint-Ange-et-Torçay
Saint-Ange-et-Torçay é uma comuna francesa na região administrativa do Centro, no departamento Eure-et-Loir. Estende-se por uma área de 16,2 km². Em 2010 a comuna tinha 287 habitantes (densidade: 17,7 hab./km²).